# Korita (Rakovica)
Korita is een plaats in de gemeente Rakovica in de Kroatische provincie Karlovac. De plaats telt 19 inwoners (2001).